# Jan Mączewski
Jan Józef Mączewski (ur. 31 stycznia 1943 w Kalinowcu) – polski polityk, samorządowiec, ogrodnik, poseł na Sejm II kadencji.

## Życiorys
W 1965 ukończył studia na Wydziale Ogrodniczym Szkoły Głównej Gospodarstwa Wiejskiego w Warszawie. Jest współwłaścicielem 30-hektarowego sadu produkcyjnego.
Był posłem II kadencji wybranym w okręgu ciechanowskim z listy Polskiego Stronnictwa Ludowego. W latach 1998–2006 pełnił funkcję wicestarosty powiatu płońskiego. W 2006 został wybrany na radnego oraz powołany na stanowisko starosty. Utrzymał te stanowiska również po wyborach w 2010. W 2014 po raz kolejny uzyskał mandat radnego powiatu, objął następnie funkcję przewodniczącego rady.
W przedterminowych wyborach parlamentarnych w 2007 bez powodzenia kandydował do Sejmu z listy PSL.
Odznaczony Krzyżem Kawalerskim Orderu Odrodzenia Polski (1999). Uhonorowany wyróżnieniem „Srebrny Inżynier 2005” w kategorii ekologia przyznawanym przez „Przegląd Techniczny”. W 2015 został odznaczony Odznaką Honorową za Zasługi dla Samorządu Terytorialnego.